# Lăng (xã)
Lăng là một xã thuộc huyện Tây Giang, tỉnh Quảng Nam, Việt Nam.
Xã Lăng có diện tích 221 km², dân số năm 2019 là 2.157 người, mật độ dân số đạt 10 người/km².